# Kawasaki Ninja 150
La Kawasaki Ninja 150RR (KR 150K & KR 150P) è una motocicletta della casa giapponese Kawasaki, proposta per la prima volta nel 1999 e prodotta in più serie solo per i mercati asiatici fino al 2015.
Viene denominata anche come KRR ZX150, ZX-150RR, ZX-KRR 150, ZX 150, KRR 150 o KR 150 a seconda delle nazioni e dei periodi, nella denominazione Ninja rappresenta la versione più semplice e vengono utilizzati diversi suffissi a seconda degli equipaggiamenti.

## Descrizione e storia
Questa motocicletta è considerata come la "entry level" della gamma Kawasaki Ninja, perché sono presenti tutte le caratteristiche di una moto da corsa e dimensioni contenute.
La prima serie introdotta inizialmente solo come Ninja 150 (KR 150C) in Indonesia, con un motore senza la valvola Super KIPS, nel 1997 venne introdotta la versione Ninja 150R (KR 150J) munita di carburatore Keihin PWL da 26 mm, mentre nel 2002 venne introdotta la Ninja 150RR KIPS (KR 150K) caratterizzata da un motore munito di valvola Super KIPS e munita di carburatore Mikuni VM da 28 mm 
La seconda serie della moto del 2006 è stata caratterizzata principalmente dall'utilizzo del sistema HSAS (High Performance Secondary Air System) per abbattere gli inquinanti del gas di scarico, altre modifiche sono un rinnovamento del propulsore, che venne rinnovato senza apportare modifiche di rilievo se non per l'utilizzo di una sola versione del propulsore.
La terza serie presentata nel 2012 New Ninja 150RR KIPS (KR 150P) con una nuova carenatura che permette di coprire maggiormente la meccanica della motocicletta, nel quale la presa d'aria viene spostata al centro del cupolino subito al di sotto del plexiglas.